# Torino

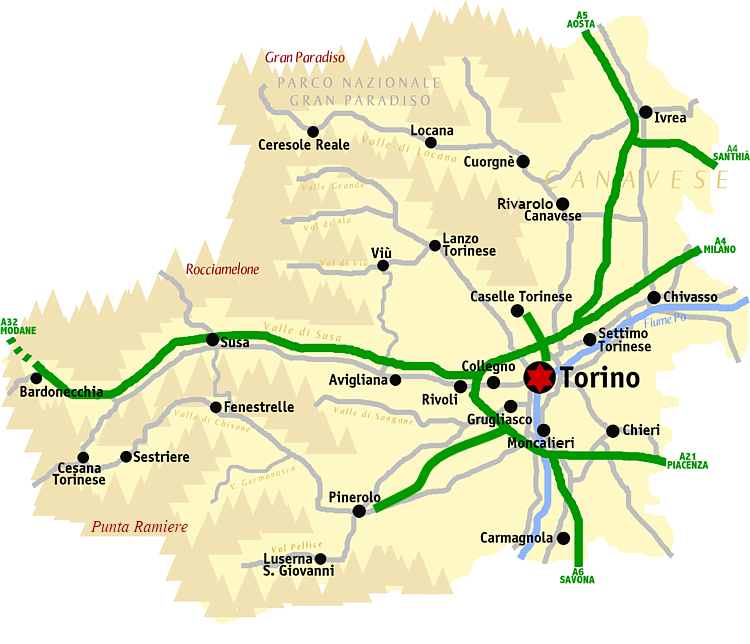
Harta

Torino (Turin în piemonteză și occitană) este un important oraș industrial în nord-vestul Italiei. Este situat pe malul stâng al râului Pad, aproape de confluența sa cu râurile Sangone, Dora Riparia și Stura di Lanzo. Cu o populație de 905.209 de locuitori și 1.700.000 în zona metropolitană, este cel mai mare oraș și capitala regiunii Piemont și totodată a provinciei omonime. Torino a găzduit Jocurile Olimpice de iarnă din 2006.

## Geografie
Torino este amplasat pe o suprafață de 130 km² într-o câmpie delimitată de râurile Stura di Lanzo, Sangone și Pad (care traversează orașul de la sud la nord). Un alt râu care traversează orașul este Dora Riparia. Padul (Po) separă partea deluroasă a orașului de câmpia torineză, ce scade în altitudine de la 280 la 220 de metri (de la vest spre est). Orașul este înconjurat la vest și la nord de Alpi iar în sud se află colinele Monferrato. Piața Castello este piața centrală a orașului.

## Istorie
Înainte de epoca romană, zona Torino era locuită de taurini; numele nu semnifică neapărat etimologic cuvântul taur - care devine ulterior simbolul cetății, ci mai degrabă cuvântul celtic „tau“ (munte). Așezarea inițială, Taurisia a fost distrusă parțial de cartaginezi în timpul invaziei lui Hannibal din 218 î.Hr. În secolul I d.Hr., romanii au întemeiat în această zonă o tabără militară Castra Taurinorum, care a fost mai târziu închinată lui Augustus (Augusta Taurinorum). Planul stradal actual păstrează structura romană, cu 3-4 axe orizontale intersectate în unghi drept de mai multe străzi perpendiculare.
În anul 69, orașul a fost distrus parțial de un incendiu, în timpul unei lupte dintre armatele lui Otho și Vitellius.

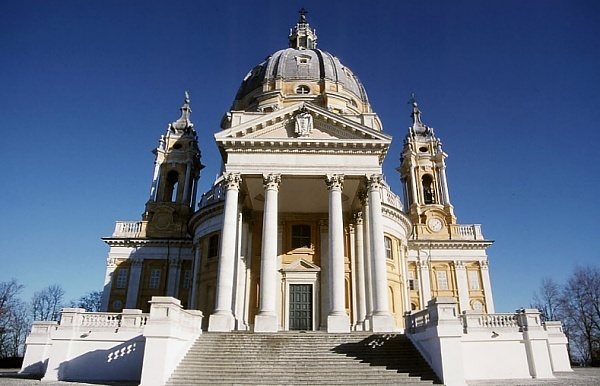
Basilica Superga

În secolul al VI-lea Torino devine capitala unui ducat lombard; în 773 este cucerit de trupele lui Carol cel Mare, devenind un comitat francez. În secolele XII și XIII devine oraș liber și trece în administrarea Casei de Savoia. Ocupat de francezi în 1536–1562, a revenit sub autoritatea ducilor de Savoia prin Emanuele Filiberto, Ducele Cap de Fier, care a stabilit capitala Ducatului de Chambéry la Torino (sub pretextul de a scurta drumul cardinalului de Milano, Carol Borromeo, care făcuse o promisiune - să meargă pe jos pentru a venera Giulgiul din Torino). La începutul secolului al XVIII-lea, în timpul războaielor pentru tronul spaniol, orașul a fost locul de desfășurare a unui lung asediu, întreprins de armata franceză; erou al acelor zile a fost Pietro Micca. Asediul s-a încheiat prin victoria lui Eugen de Savoia asupra forțelor franceze în 1706. În urma victoriei, prin Tratatul de la Utrecht (1713), Ducatul devine Regat iar în următoarele decenii se consolidează puterea sabaudă (v. Regatul Sardiniei). În același an, pentru a mulțumi Fecioarei Maria, regele construiește o biserică pe colina care domină orizontul orașului: celebra biserică Superga. În 1798 Carol Emanuel al IV-lea de Savoia a fost forțat de francezii conduși de Napoleon să abdice și să părăsească orașul. În această perioadă, orașul suferă o importantă transformare: au fost demolate, din ordinul lui Napoleon, zidurile ridicate începând cu jumătatea secolului al XVI-lea, care protejaseră orașul vreme de două secole. În 1814, după o serie de înfrângeri suferite de francezi, Casa de Savoia a revenit la cârma regatului prin Victor Emanuel I de Savoia.
În anii 1850-60, reformele politico-sociale, munca de sistematizare dusă de Cavour, împreună cu mișcările democratice, au pus bazele procesului de unificare națională.

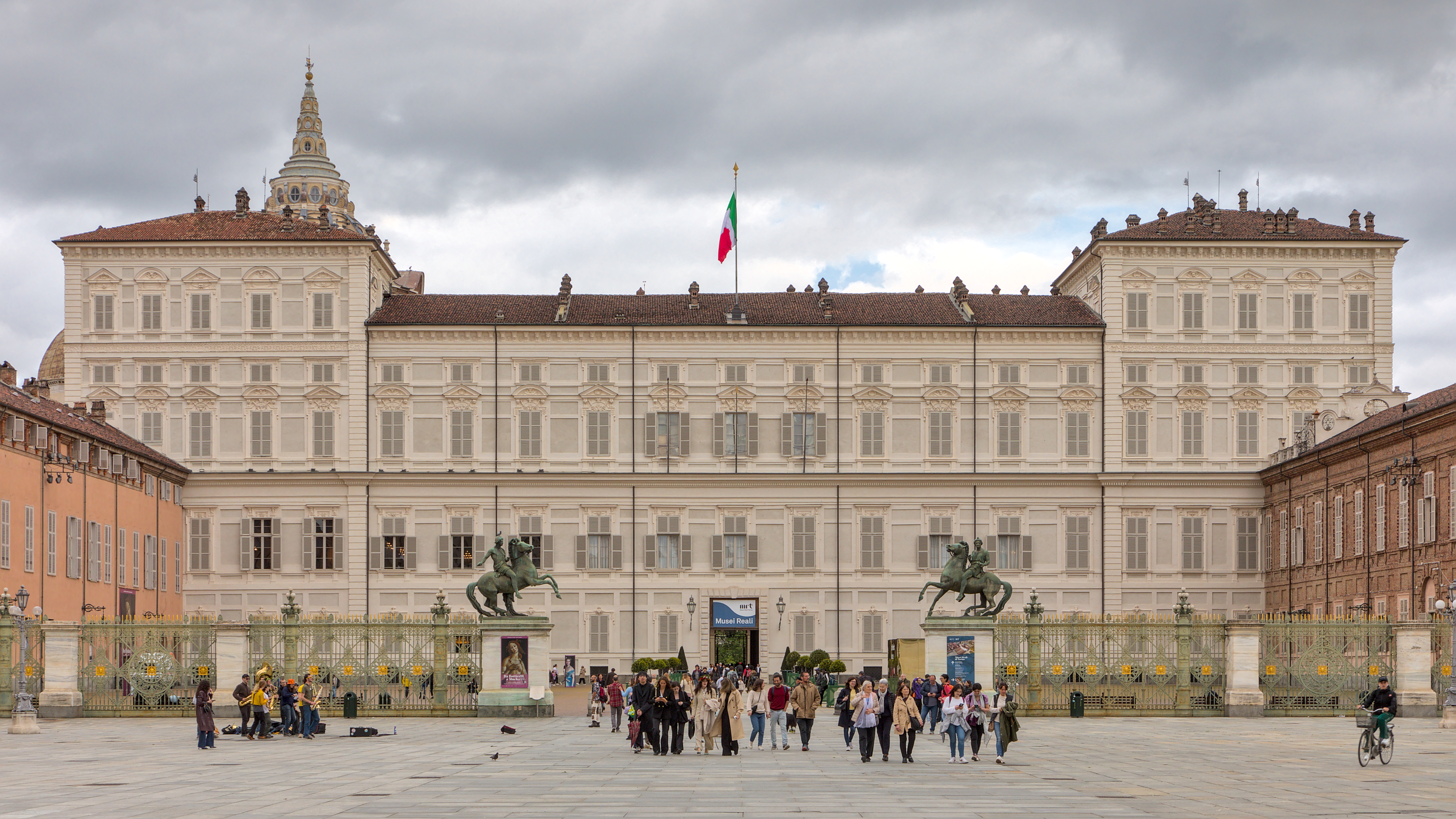
Palatul Regal

După unificarea Italiei, Torino a fost capitala Regatului Italiei între 1861 și 1865, după care aceasta a fost mutată pentru scurt timp la Florența și finalmente la Roma în 1870. Pierderea funcției de capitală a fost o lovitură dură la adresa orașului, care a trebuit să se reinventeze ca centru manufacturier și industrial.
În secolul XX orașul Torino a trecut printr-o fază de dezvoltare culturală și economică intensă. În 1899 a fost înființată Fiat (Fabrica Italiana Automobili Torino, Fabrica Italiană de Automobile Torino). Importanța industriei automobilistice a umbrit numeroasele inițiative din alte sectoare economice, precum industria de confecții (Venchi Unica), alimentară (Cirio) și cinematografică (FERT). Primul război mondial și ulterior perioada fascistă au dat un impuls puternic producției industriale.
Înainte și în timpul celui de-al doilea război mondial, Torino devine un punct nevralgic al revoltelor sociale și al opoziției față de fascism. În 1943, la Torino a izbucnit o importantă grevă muncitorească care s-a extins în alte orașe și a condus la căderea regimului. Datorită prezenței industriilor grele (armamente, vehicule, dar și industria metalurgică) a suferit distrugeri masive.
După cel de-al doilea război mondial Torino cunoaște o perioadă de dezvoltare industrială intensă, împărțind "miracolul economic" cu Milano, dar își pierde importanța culturală de după Eliberare.
În deceniile următoare, Torino a fost invadat de imigranți din regiunea Veneto și sudul Italiei. În prezent, Torino se află într-o perioadă de incertitudine, datorită sistematizării urbanistice și renașterii culturale, pe de-o parte și declinului economic cauzat de criza industriei automobilistice, pe de altă parte. Torino a găzduit Olimpiada de iarnă din februarie 2006.

## Obiective turistice

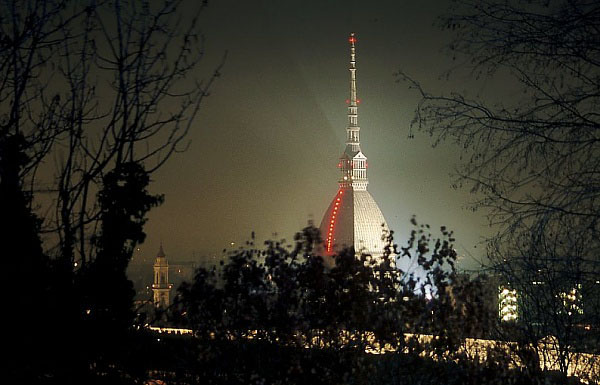
Mole Antonelliana

Unul dintre simbolurile de referință ale orașului este Mole Antonelliana (sec. XIX), în cadrul căruia funcționează Muzeul Național al Cinematografiei italiene. Catedrala Sfântul Ioan Botezătorul (sec. XV) găzduiește Giulgiul din Torino, o pânză veche cu o urmă imprimată de corpul unui om, despre care se crede că este pânza care l-a acoperit pe Isus în mormântul său. Muzeul antichității egiptene din oraș găzduiește a doua cea mai valoroasă colecție egipteană din lume, după cel din Cairo.
Torino pune la dispoziția vizitatorilor un circuit de mare valoare istorică și arhitecturală: reședințele Casei de Savoia. Pe lângă Palatul Regal, reședința oficială a ducilor de Savoia până în 1865, circuitul cuprinde palate, reședințe și castele din centrul orașului și din împrejurimi. În Torino se mai află Palatul Chiablese, Muzeul Regal de Arme, Biblioteca Regală, Palatul Carignano, Villa della Regina, Castelul Valentino și Palatul Madama. Acesta din urmă este adevăratul centru metaforic și geografic al orașului. Anumite părți din construcție datează din epoca romană (este vorba de două dintre cele patru turnuri). În Evul Mediu a fost transformat în castel prin construirea a două turnuri noi. Palatul a fost renovat ulterior de mai multe ori și ornat cu o splendidă fațadă, operă a lui Filippo Juvarra.

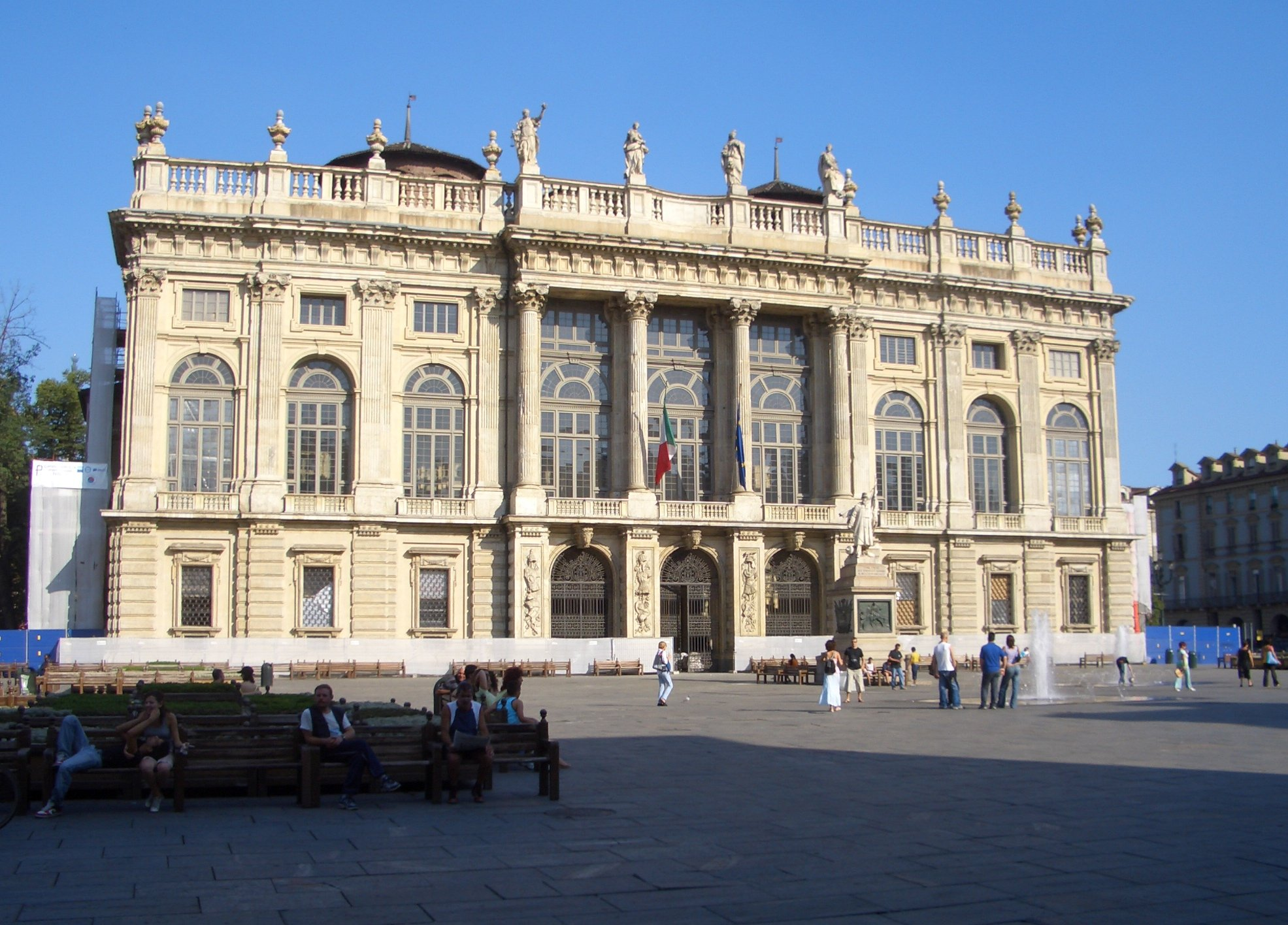
Palatul Madama

În afara orașului, demne de vizitat sunt castelele Rivoli, Moncalieri, Venaria, Agliè, Racconigi și Govone. Unele dintre acestea (în primul rând Rivoli, cu muzeul omonim) găzduiesc evenimente, expoziții și inițiative culturale de interes local și nu numai. În 1997, acest complex de monumente istorice a fost declarat patrimoniu UNESCO. În castelul Stupingi poate fi admirată căsuța de vânătoare (palazzina di caccia) a lui Filippo Juvarra, un celebru arhitect italian cu viziuni cosmopolite.
Pe colinele care mărginesc orașul se află Basilica Superga, de unde se învăluie o priveliște spledidă spre vârfurile acoperite de zăpadă ale Alpilor.
Orașul este faimos totodată ca platou de filmare pentru filmele clasice Jaf în stil italian (1969) cu Michael Caine (există un tur al tuturor locațiilor de filmare) și Deep Red (1975), realizat de regizorul italian Dario Argento.

## Populație și administrație
Torino avea în 2002 o populație de 857.433 de locuitori, cu o densitate de 6.596 loc./km². În ultimii trei ani, a crescut în termeni de populație cu mai puțin de 0.5%, fapt care se explică prin rata scăzută a natalității; acest fapt determină o populație îmbătrânită. Aproximativ 12,4% din populație are sub 14 ani, în timp ce pensionarii numără 20,8% din populație. Orașul a înregistrat o creștere a ratei imigrației, inclusiv în zonele suburbane. Populația este în mare parte de etnie italiană (92.1%), însă există și câteva grupuri minoritare: români (2.3%), marocani (1.5%), peruvieni (0.5%) și albanezi (0.4%).
Piero Fassino este în prezent primarul orașului Torino, ales în mai 2011 pe un mandat de 5 ani. El reprezintă coaliția de centru-stânga și el este succesorul de Sergio Chiamparino.
Torino - evoluția demografică

Date: Recensăminte sau birourile de statistică - grafică realizată de Wikipedia

### Circumscripții
Orașul Torino este împărțit în zece circumscripții, compuse din mai multe cartiere istorice:
- Circumscripția 1:  Centru - Crocetta
- Circumscripția 2:  Santa Rita - Mirafiori Nord
- Circumscripția 3:  San Paolo - Cenisia - Pozzo Strada - Cit Turin - Borgata Lesna
- Circumscripția 4:  San Donato - Campidoglio - Parella
- Circumscripția 5:  Borgo Vittoria - Madonna di Campagna - Lucento - Vallette
- Circumscripția 6:  Barriera di Milano - Regio Parco - Barca - Bertolla - Falchera - Rebaudengo - Villaretto
- Circumscripția 7:  Aurora - Vanchiglia - Madonna del Pilone
- Circumscripția 8:  San Salvario - Cavoretto - Borgo Po
- Circumscripția 9:  Nizza Millefonti - Lingotto - Filadelfia
- Circumscripția 10: Mirafiori Sud

### Relații internaționale
| Orașe înfrățite - Campo Grande, Brazilia - Chambéry, Franța - Córdoba, Argentina - Detroit, Statele Unite - Esch-sur-Alzette, Luxemburg - Gaza, Israel - Glasgow, Regatul Unit - Haifa, Israel - Köln, Germania - Liège, Belgia - Lille, Franța - Nagoya, Japonia - Quetzaltenango, Guatemala - Rotterdam, Țările de Jos - Salt Lake City, Statele Unite - Shenyang, China | Orașe cu acord de colaborare - Bacău, România - Barcelona, Spania - Cannes, Franța - Gwangju, Coreea de Sud - Harbin, China - Lyon, Franța - Shenzhen, China - Vancouver, Canada - Zlín, Republica Cehă |

## Economie
În zilele noastre, Torino este un important centru industrial, cunoscut în mod deosebit în industria automobilistică, ca sediu al companiei Fiat. În oraș se află faimoasa clădire Lingotto, la un moment dat cea mai mare fabrică de automobile din lume, care în prezent găzduiește un centru de conferințe, o sală de concerte, o galerie de artă, un centru comercial și un hotel. Torino a fost locul de naștere a mai multor companii italiene importante precum Lavazza, Cirio, SAI, Reale Mutua Assicurazioni, Toro Assicurazioni, Lancia, Italdesign (Giugiaro), Bertone, Pininfarina și bănci importante ca Istituto Bancario San Paolo di Torino (actualmente Sanpaolo IMI) și Martini.

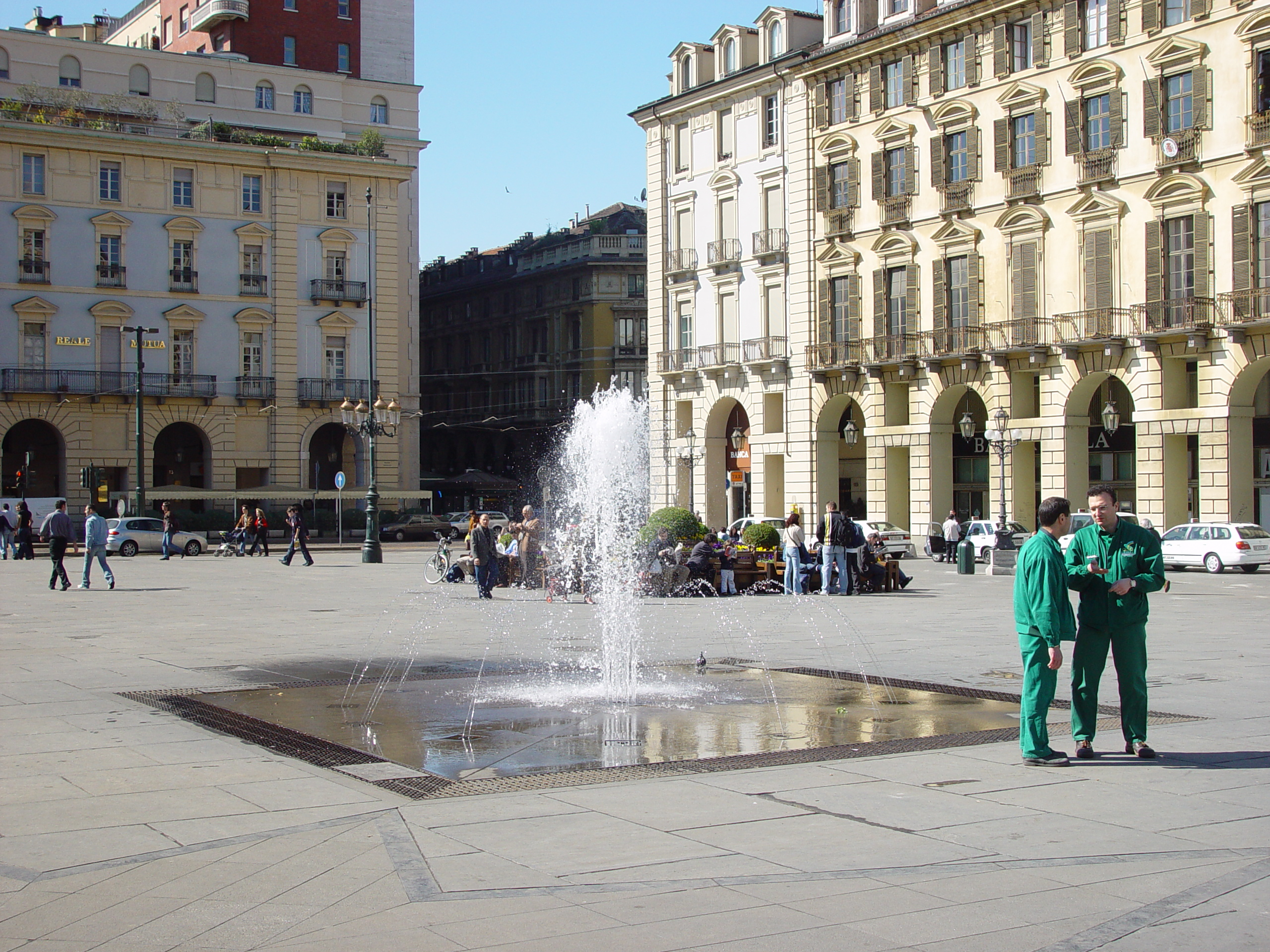
O fântână arteziană în Piața Castello

Este de asemenea un centru al industriei aerospațiale, prin compania Alenia. Câteva componente importante ale Stației Spațiale Internaționale, precum modulul logistic polivalent, au fost produse la Torino. Proiectele europene aerospațiale viitoare vor fi dirijate de la Torino, de o nouă companie, NGL, o subsidiară a EADS (70%) și Finmeccanica (30%).
Torino este totodată locul de naștere al mai multor sectoare ale economiei italiene, precum telecomunicațiile (Società Idroelettrica Piemontese, actualmente Telecom Italia), radioteleviziunea (EIAR, actualmente RAI) și cinematografia. Multe dintre aceste companii au fost mutate în alte părți ale Italiei, însă Torino încă găzduiește Muzeul Național al Cinematografiei.
Un alt sector important al economiei torineze este cel alimentar. Torino este recunoscut pentru ciocolata gianduiotto (numele vine de la o mască locală în Commedia dell'arte, și anume Gianduja).
În prezent, în oraș se desfășoară o serie de lucrări de sistematizare a drumurilor și rețelei feroviare. Deși aceste activități s-au intensificat cu ocazia Jocurilor Olimpice, o parte dintre acestea fuseseră planificate de mult timp. Câteva șantiere sunt antrenate în lucrări de decongestionare a traficului, prin construirea de pasaje și variante. Există două proiecte de importanță majoră care vor radicaliza forma sistemului de străzi a orașului. Unul dintre acestea este 'Spina' ('coloana vertebrală') care constă în dublarea unei magistrale feroviare care trece prin oraș; calea ferată trecea peste un canal, care este acoperit acum de un bulevard; stația ferată de pe această linie va deveni principala gară a orașului ('Porta Susa'). Celălat proiect de importanță majoră este construcția unei linii de metrou bazată pe sistemul VAL. Acest proiect va fi continuat și în anii următori, astfel încât să fie acoperită o parte mai mare din oraș, dar prima faza va fi finalizată în timp util pentru Jocurile Olimpice și va lega orașul Collegno cu gara 'Porta Nuova' din centrul orașului Torino. Acest proiect de transport subteran are o rezonanță istorică pentru Torino; torinezii visează la o linie de metrou de câteva decenii, primul proiect de acest gen datând încă din anii 60. De fapt, principala stradă centrală, Via Roma a fost construită în perioada fascistă deasupra unui tunel menit să găzduiască o linie subterană (actualmente tunelul este o parcare subterană).

## Transport și telecomunicații

### Aeroport
Torino este deservit de Aeroportul Internațional Sandro Pertini (TRN - LIMF) situat în localitatea Caselle Torinese. Aeroportul este legat de oraș prin linia feroviară Torino-Lanzo Torinese și printr-o autostradă care racordată la șoseaua de centură din nord (Tangenziale Nord).

### Conexiuni stradale
Torino este un important nod stradal și autostradal. Este punctul terminus a 5 autostrăzi:
- A4: Torino-Milano-Trieste
- A5: Torino-Ivrea-Aosta
- A6: Torino-Savona
- A21: Torino-Piacenza-Brescia
- A32: Torino-Bardonecchia-Traforo del Frejus

Există două șosele de centură (Nord și Sud) care formează un semicerc în jurul orașului și două joncțiuni rutiere, spre aeroportul din Caselle Torinese și în direcția Pinerolo.

### Legături feroviare
Torino este un important nod feroviar. Principalele gări torineze sunt:
- Torino Porta Nuova (stație pentru traficul de pasageri, cea mai importantă din nodul feroviar torinez și a treia din Italia după numărul de pasageri)
- Torino Porta Susa și Torino Lingotto (gări importante pentru traficul de pasageri)
- Torino Orbassano (gară de triaj, situată în sud-vestul orașului).

Principalele căi feroviare care pleacă și sosesc la Torino sunt spre Genova, Milano și spre Franța (via Modane). Există și câteva căi secundare spre Aosta, Cuneo (CN), Savona, Pinerolo, Chieri, Lanzo Torinese și Rivarolo Canavese.
Alte gări, utilizate în special de navetiști, sunt Torino Dora și Torino Stura, pe traseul spre Milano și Madonna di Campagna pe traseul spre Ciriè-Lanzo.

### Transport urban
Rețeau de transport urban, gestionată de GTT, este constituită de linii de tramvai, autobuz și feroviare. În 2007 s-a inaugurat linia 1 metroului pe traseul Collegno - Porta Susa - Porta Nuova. Această linie de metrou are ca baza sistemul VAL (deja utilizat în Lille, Toulouse și Rennes), ghidat automat.

## Cultură

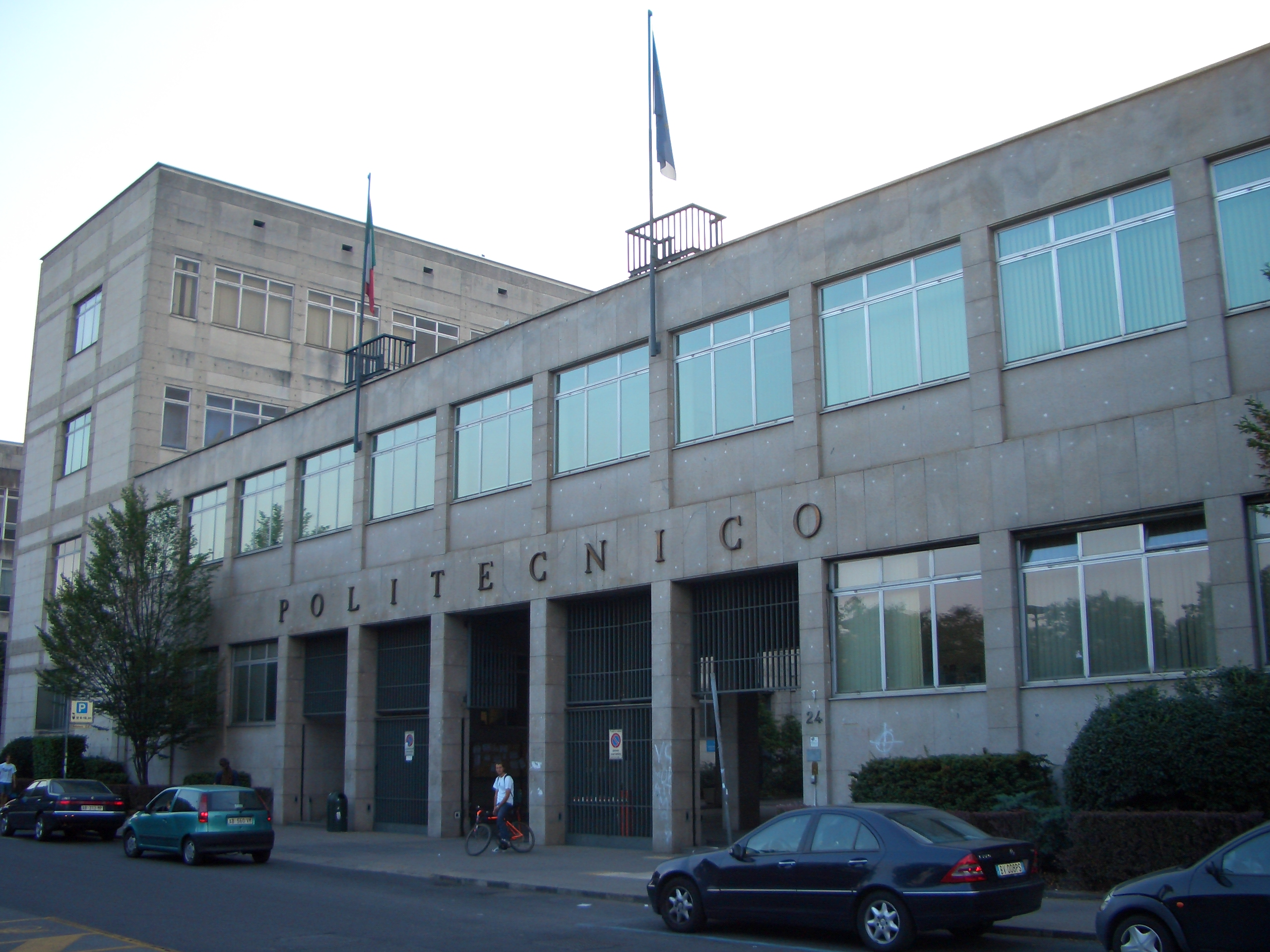
Universitatea Politehnică Torino

Universitatea din Torino (Universita degli Studi di Torino), principala instituție universitară din oraș, a sărbătorit în 2004 600 de ani de existență. De asemenea, orașul găzduiește Universitatea Politehnică Torino și Institutul European de Design.
Câteva case de editură italiene au sediul la Torino, printre care UTET, Einaudi, Bollati Boringhieri. La Torino se află orchestra simfonică națională a Radioteleviziunii Italiene.
La Torino se află multe colecții de artă importante: opere ale artiștilor italieni Leonardo da Vinci, Antonello da Messina, Beato Angelico, Andrea Mantegna, dar și ale unor artiști străini precum Van Eyck, Rembrandt și Van Dyck. Galleria civica d'arte moderna e contemporanea di Torino (GAM, Galeria Civică de Artă Modernă și Contemporană) este al doilea muzeu de artă modernă din Italia, cu 5000 de picturi și 400 de sculpturi.
Cu ocazia sărbătorilor de Crăciun, decorațiunile luminoase de sfârșit de an sunt încredințate artiștilor contemporani: festivalul Luci d'artista durează din noiembrie până la jumătatea lunii ianuarie.
Contribuția numeroșilor intelectuali torinezi în perioada imediat următoare celui de-al doilea război mondial a avut un aport considerabil în cultural-politicul italian. Printre alții se numără grupul de elevi și profesori care a militat în cadrul mișcării antifasciste „Justiție și Libertate“ (printre alții, Leone și Natalia Ginzburg, Alessandro Galante Garrone, Vittorio Foa și profesorul Norberto Bobbio).
Orașul are o lungă tradiție cinematografică: pe lângă aprecierea de care se bucură ca platou de filmare, Torino găzduiește Muzeul Național al Cinematografiei, precum și diverse festivaluri și saloane cinematografice.
De asemenea, Torino va găzdui în 2022 a 66-a ediție a Concursului Muzical Eurovision.

### Torino, capitala mondială a cărții
După Alexandria, Madrid, New Delhi, Anvers și Montreal, UNESCO a ales Torino pentru titlul de capitală mondială a cărții în perioada aprilie 2006 - aprilie 2007. Permiul a reprezentat o recunoaștere a activității de promovare a lecturii întreprinsă de municipalitate prin Târgul de carte, una dintre cele mai importante manifestări de acest tip din Europa.

### Torino, capitala mondială a designului 2008
Torino va deveni în 2008 capitala mondială a designului. Titlul a fost conferit la Copenhaga de International council of societies of industrial design, autoritatea supremă în acest domeniu. În 2009 se va deschide un Centru de design, care va prelua cursurile de design de la Politehnică (1000 de studenți).

### Viață de noapte

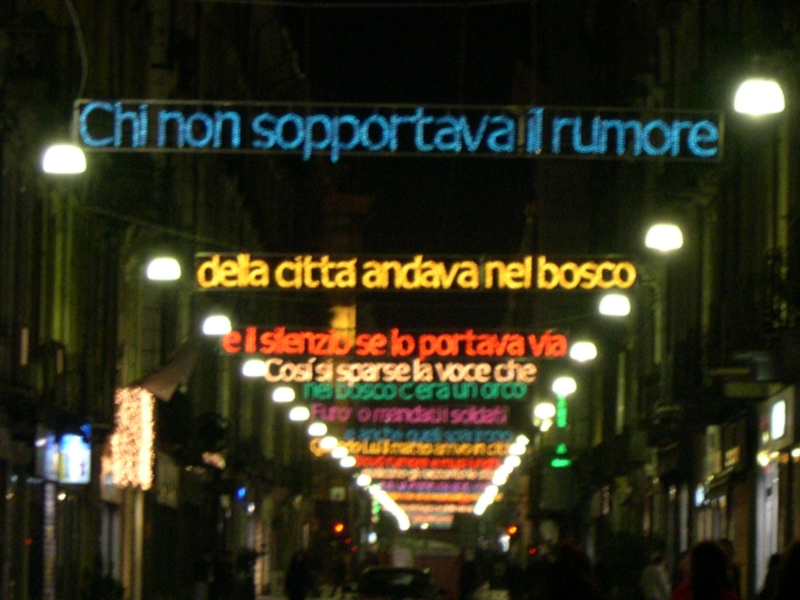
Festivalul Luci d'artista la Torino

De câțiva ani, orașul Torino și-a descoperit o nouă vocație, ca loc de distracție pentru tineri și nu numai.
Malul râului Po (Murazzi) este locul preferat pentru o plimbare estivală. Aici se găsesc numeroase localuri: restaurante, discoteci, cluburi, librării, care oferă oportunități de distracție până târziu noaptea.
În Quadrilatero Romano (Cadrilaterul Roman), zona centrală și veche a orașului, se află numeroase taverne, vinerii și restaurante care oferă cele mai bune specialități gastronomice din oraș.
O altă zonă cunoscută ca loc de recreare este Borgo Dora. Zona este plină de restaurante și locuri de destindere, și exprimă totodată multiculturalitatea torineză. Pe durata festivalului Notte Bianca (care se desfășoară de două ori pe an), Borgo devine centrul distracției în oraș: magazinele și barurile rămân deschise, și sunt organizate concerte și diferite spectacole. Totul până dimineața.

## Sport
Juventus Stadium găzduiește meciurile de acasă ale echipelor Juventus iar FC Torino joaca pe Stadio Olimpico din Torino .
La Torino au avut loc Jocurile celei de a XX-a Olimpiade de iarnă în februarie 2006, și au fost urmate de Jocurile Paralimpice în martie același an și de Jocurile Universitare de iarnă în 2007. Torino a mai găzduit două Universiade de vară în 1959 și respectiv 1970. În 2006 se au desfășurat aici și Olimpiada de șah și Campionatul mondial de scrimă.
La 4 mai 1949, întreaga echipă de fotbal torineză, atunci cea mai puternică din Italia, a pierit într-un incident aviatic la întoarcerea de la un meci amical desfășurat la Lisabona. Simbolul indiscutabil al echipei de atunci era Valentino Mazzola, tatăl lui Ferruccio și al lui Sandro Mazzola, amândoi jucători de fotbal.
Pe 27 mai 2005 a 18-a etapă a Turului Italiei, o etapă contra cronometru, s-a încheiat la Torino cu victoria lui Ivan Basso.
Federația Internațională de Canotaj (Fédération Internationale des Sociétés d'Aviron) a fost înființată la Torino pe 25 iunie 1892.
Principalele echipe de fotbal sunt Torino F.C și Juventus Torino.

## Monumente și locuri de interes

### Monumente
- Basilica Superga
- Catedrala Sfântul Ioan Botezătorul
- Mole Antonelliana
- Palatul Madama
- Palatul Orașului

### Muzee
- Galleria civica d'arte moderna e contemporanea di Torino (GAM)
- Museo Egizio

### În împrejurimi
- Reședințele Casei de Savoia

## Torinezi faimoși și personalități legate de Torino
- Giovanni Agnelli, fondatorul Fiat
- Pierre Paul Caffarel, om de afaceri în industria ciocolatei
- Camillo Benso, conte de Cavour, politician
- Luigi Lavazza, om de afaceri în industria cafelei
- Umberto Eco, filozof și scriitor, laureat al Premiului Nobel pentru Literatură
- Victor Emanuel al II-lea al Italiei, regele Piemontului și primul rege al Italiei unificate
- Ludovico Einaudi, pianist, compozitor.